# 柯銘峰
柯銘峰（1962年—），祖籍福州，台灣基隆市出生，台灣戲曲樂師、歌仔戲樂師，中國海事專科學校輪機科畢業，南華大學美學與藝術管理研究所碩士，國立台灣戲曲學院戲曲音樂學系高職部專任教師，並在2018年2月退休。
曾任國立復興劇藝實驗學校附設京劇團（現國立台灣戲曲學院京劇團）團員（負責舞台監督和彈奏京劇三弦）、國立復興劇藝實驗學校歌仔戲科（現國立台灣戲曲學院歌仔戲學系）第2任代理主任（歌仔戲科、系歷任主任都是代理主任，從創科的鄭榮興代理主任到現在的代理系主任）等職。
著有《歌仔戲唱腔》（與陳孟亮、周以謙合著）和《歌仔戲唱腔（第2集）》（與劉文亮、陳孟亮、莊家煜合著）等書。

## 音樂成長
在台北市中國海專求學時參加學校國樂社團，習琵琶，並自學其他樂器，曾加入鄭思森的「第一商標國樂團」，退伍後，參加「再興青年越劇團」做越劇伴奏工作，擔任越劇主胡（越劇主胡簡稱越胡，又名平胡，是越劇文場領奏和越劇唱奏專用的1種特別的胡琴類樂器，由越劇領奏琴師演奏，形狀類似民樂二胡，但琴筒較小，音色也不同）等樂器，並曾在歌仔戲劇團明華園的公演樂隊裡演奏琵琶和二胡。
能演奏琵琶、阮（阮咸）、柳琴（柳葉琴）、月琴、三弦、二胡、板胡、殼子弦、大廣弦、六角弦、高胡、中胡、喇叭弦、低胡、越胡（平胡；越劇主胡）、嗩吶、笛、管、簫、大提琴、吉他等樂器。
歌仔戲主弦領奏（殼子弦、六角弦）和月琴、三弦、琵琶尤其拿手，並能以月琴自彈自唱，曾在《刺桐花開》、《廖俠添丁》（時裝歌仔戲）中擔任月琴彈唱。
曾向資深戲曲樂師許再添、洪堯進問藝。

## 劇場舞台監督
他曾擔任新古典舞團、當代傳奇劇場、太古踏舞團、河洛歌子戲團、葉青歌仔戲團等團體公演的舞台監督職務。
他在當代傳奇劇場的舞台監督作品有《樓蘭女》（葉錦添服裝造型美術設計）等。
他在葉青歌仔戲團的舞台監督作品是《冉冉紅塵》。
他在「河洛」的舞台監督作品是《天鵝宴》（1992年首演）、《殺豬狀元》（1992年首演）。
1991年首演的該團創團戲《曲判記》，他擔任助理舞台監督，舞台監督與1990年世界首演的明聲歌仔戲團創團戲《琴劍恨》一樣都是陳慕義。

## 歌仔戲音樂生涯
他的第1部歌仔戲編曲作品是台北市「一心歌劇團」1992年首演的「紅塵有愛神仙苦」（兼主弦，莊家煜笛簫，武場領班王清松）。
1992年，在他擔任舞台監督的《殺豬狀元》（林鵬翔原著，陳建誠編曲，簡永福文場領班，洪堯進主弦，王清松武場領班，閻循瑋副導演；執行導演，石文戶編導）1劇中，他應導演石文戶邀請，創作了《筵前彩袖》這首歌仔戲新曲調。
1993年首演的《皇帝秀才乞丐》是他與河洛合作的第1部歌仔戲音樂指導作品，從這部戲開始擔任音樂指導職務。
他擔任新曲作曲和音樂指導，1994年首演的《鳳凰蛋》1劇中，他參考借鑒了越劇的緊打慢唱板式「囂板」開創出「都馬搖板」，並參考越劇創出「都馬的篤板」（「都馬數板」）。
在他擔任編曲和音樂指導，1994年首演的《浮沉紗帽》1劇中，又開創出「都馬流水」、「七字快板」、「七字調二重唱」。
《皇帝秀才乞丐》、《鳳凰蛋》、《浮沉紗帽》都是簡永福做文場領班，王清松武場領班（鼓師；司鼓），洪堯進做主弦（領奏琴師），他在這幾出戲中演奏月琴和三弦，《皇帝秀才乞丐》和《浮沉紗帽》得到台灣行政院新聞局金鐘獎。
1995年首演的《御匾》由陳中申編曲指揮台北市立國樂團，他設計唱腔（編腔）兼領奏。
1996年首演的《欽差大臣》請劉文亮做音樂設計（據周于甄碩士論文《國樂樂師對當代歌仔戲音樂發展之影響探討》考證，是歌仔戲音樂界使用這個職稱的開始），他參加編腔（唱腔設計）並演奏月琴和三弦，主弦洪堯進，武場領班王清松，文場領班簡永福。
《欽差大臣》得台灣行政院新聞局金鐘獎。
1997年的《命運不是天註定》由陳中申編曲指揮台北市立國樂團，他設計唱腔（編腔）兼領奏。
1998年，劉文亮編腔（唱腔設計，主要的變動是新編1段「都馬搖板」），陳中申編曲指揮台北市立國樂團的第1版《新天鵝宴》首演是他領奏（舊版《天鵝宴》是陳道貴原著，陳建誠編曲，簡永福文場領班，洪堯進主弦，王清松武場領班，閻循瑋副導演；執行導演，石文戶編導，第1版《新天鵝宴》是周晉忠副導演；身段設計，蔣建元導演，陳子堅司鼓，首演陳中申編曲指揮台北市立國樂團，巡迴場洪堯進主弦，簡永福文場領班）。
他參與了劉文亮音樂設計作品《賣身做父》1998年首演（洪堯進和簡永福與河洛最後的合作，陳子堅司鼓）的演奏。
1999年首演的《新鳳凰蛋》，他擔任音樂設計、文場領導（文場領班）、主弦領奏，鼓師是朱作民。
1999年的《秋風辭》首演，周以謙音樂設計，朱作民司鼓，他是文場領導、首席領奏（主弦）。
2000年首演的歌仔戲現代戲《台灣我的母親》（從李喬原著小說《寒夜三部曲》改編），周以謙音樂設計，林永志司鼓，他擔任文場領導、首席領奏。
2001年首演的《彼岸花》，他擔任編腔作曲、文場領導、主弦領奏，周以謙編曲配器，林永志司鼓。
《彼岸花》得台灣行政院新聞局金鐘獎。
2005年的《竹塹林占梅》首演，他演奏月琴和三弦，呂冠儀音樂設計，林永志司鼓。
2006年的《良弓吟》首演，他演奏月琴和三弦，呂冠儀音樂設計，林永志司鼓。
2006年的第2版《新天鵝宴》首演，他擔任音樂設計、文場領導、主弦領奏，林永志打鼓。
2007年首演的《梁皇寶懺》，他擔任劇本修編、音樂設計、文場領導、主弦領奏，林永志打鼓。
以上是他與「河洛」的主要合作。
1995年劉南芳編劇、製作，漳州市薌劇團作曲員陳彬來台編曲的歌仔戲《李娃傳》，他擔任主弦領奏，漳州市薌劇團鼓師鄭松江來台司鼓。
1996年台北市藝術季的《寒月》（薪傳歌仔戲劇團）公演，他與劉文亮合作編曲，王清松司鼓，李英指揮台北市立國樂團小組樂隊伴奏。
也是在1996年台北市藝術季，王振義編劇、編曲、製作，蔡育仁武場指導，陳中申指揮台北市立國樂團小組樂隊伴奏的《新白蛇傳》（台灣歌仔學會實驗劇團）世界首演。
2000年2月25日在台灣國家戲劇院世界首演的《刺桐花開》（陳美雲歌劇團），全劇音樂由陳美雲歌劇團2位音樂指導柯銘峰、劉文亮為該團共同打造，他擔任編腔作曲（唱腔設計；編腔設計）和月琴、三弦、口簧琴，劉文亮擔任音樂設計（編曲配器）和文場領導、主弦領奏，特請邱坤良做顧問，導演由李小平和陳昇琳共同擔任，武場領導是莊步超，由台灣公共電視全程實況錄影，並多次播出。
2001年4月13日的修訂版世界首演，由柯銘峰擔任唱腔設計；編腔設計、音樂設計兼文場領導、主弦、月琴、三弦、口簧琴，周以謙配器兼二胡，鼓師還是莊步超。
2001年8月31日在宜蘭縣政府文化局演藝廳世界首演的「歌仔戲主題音樂會」，他負責台灣歌仔戲這部份的編曲和台灣樂隊事務，這場音樂會的閩南歌仔戲請漳州市薌劇團的陳彬作曲員編曲，漳州市薌劇團琴師鄭解放主弦領奏，廈門市歌仔戲團鼓師林德和司鼓，台灣歌仔戲請劉文亮做主弦，朱作民打鼓，整場音樂會伴奏樂隊主要由台灣宜蘭縣立蘭陽戲劇團樂團團員組成。
他與陳美雲歌劇團合作《刺桐花開》後，又完成該團《大遼天后蕭燕燕》和《陸家村》（《父子情》，舊名《恨爸爸》）2劇的音樂設計，並兼文場領導、主弦，《陸家村》（《父子情》，舊名《恨爸爸》）已由直屬行政院文化建設委員會的國立傳統藝術中心出版實況錄影DVD。
他的音樂設計作品還有學生實習演出《什細記》、《八仙屠龍記》（兒童歌仔戲）、《寒江關》（《樊江關》，石文戶編劇）、《打金枝》、《白蛇傳》、《宋宮秘史》（《狸貓換太子》）、《安安尋母》，新台灣歌劇團的《觀音收大鵬》，春美歌劇團的《宰相佳人》和《蘭陵王》（設計唱腔並與周以謙合作設計音樂，武場領導陳申南），秀琴歌劇團的《尪某情》（與朱蔚嘉合作音樂設計，並兼文場領導、主弦，莊家煜笛簫，陳申南武場領導，2002年5月10日在台北市中山堂世界首演，2002年8月14日在台南安平鹿耳門天后宮演出含扮仙吉慶戲的戶外場）、《玉石變》（兼文場領導、主弦，武場領導柳信男，導演曹復永，2008年6月28日在台灣高雄縣鳳山市世界首演），鄉城歌仔戲劇團的《三試情緣：秦少游與蘇小妹》（兼文場領導、主弦，呂瓊珷導演）等。
2004年8月29日，《寒江關》、《打金枝》、《白蛇傳》、《宋宮秘史》（《狸貓換太子》）的選場折子戲在廈門公演。
他是葉青歌仔戲團目前最後1檔戲《秦淮煙雨》（公共電視）的文場領班和主弦領奏（鼓師是王清松）。
他的領奏作品還有秀琴歌劇團的《鍾馗傳奇》（音樂設計朱蔚嘉，黃建銘司鼓，莊家煜吹管樂器，國立傳統藝術中心錄製、出版）、《血染情》（音樂設計朱蔚嘉，黃建銘打鼓，莊家煜吹管樂器）和《范蠡獻西施》（朱蔚嘉音樂設計，柳信男司鼓）首演（台灣公共電視錄製、出版）、《魅湖咒》（音樂設計朱蔚嘉，武場領導黃建銘，管樂莊家煜，導演呂瓊珷，2006年12月9日在台灣台南市世界首演），公共電視錄製的《鼠鬥龍爭》（林永志司鼓）；《殺豬狀元新秀版》（林永志司鼓），1997年度鹽份地帶文藝營（在台南縣南鯤身舉辦）的「歌仔戲之夜」晚會（王清松司鼓）、薪傳歌仔戲劇團《鐵面情》2007年4月廈門巡迴公演）、許亞芬歌仔戲劇坊《拐騙記》（音樂設計呂冠儀，司鼓朱作民）等。
他參與錄製的歌仔戲音樂專輯有廖瓊枝編劇、演唱的《王寶釧寫血書·薛平貴回窯》（演奏月琴、三弦，主弦是李國治，王清松司鼓），許亞芬演唱的《劇聲雅韻》（含《陳三五娘》之《益春留傘》、《孟麗君》之《遊上林》、《白蛇傳》之《斷橋》3個折子戲，柯銘峰與莊家煜合作音樂設計，並擔任月琴、三弦）、《戲弄歌仔話詩詞》（擔任主弦、月琴、三弦）、《詩古幽情》（擔任主弦、月琴、三弦），台灣政府機關出版的《大家來唱歌仔戲》（擔任月琴和編曲，音樂指導兼主弦是洪堯進，文場領班兼揚琴是簡永福，王清松司鼓）、河洛劇團的2張唱腔選集CD（第1集與劉文亮輪流擔任主弦，第2集是唱腔音樂會實況錄音，柯銘峰全程擔任主弦，2集的鼓師都是林永志）、《刺桐花開》原聲專輯（實況錄音）、《秀琴歌劇團舞台藝術精選》（《范蠡獻西施》、《血染情》、《魅湖咒》3部戲選曲，實況錄音，任主弦）、《魅湖咒原聲專輯》（實況錄音，做主弦）、《珠圓玉潤阿旦歌》（擔任主弦、音樂總監）等。
較有代表性的音樂設計作品是《刺桐花開》、《新鳳凰蛋》、《彼岸花》（與周以謙合作）。

## 參與電影音樂
他在劉文亮創作的《一隻鳥仔哮啾啾》（張志勇執導）電影配樂中彈月琴（劉文亮演奏胡琴，莊家煜吹管樂器）。
他擔任台灣電影《海角7号》的月琴指導，協助月琴的改造（詳見《海角7号》圖文書裡的音樂總監呂聖斐專訪），并負責實際彈奏演唱會場景中〈野玫瑰〉1曲的月琴，電影原聲已收入《海角7号》原聲帶（參見專輯說明書）。

## 專書著作
- 《歌仔戲唱腔》（與陳孟亮、周以謙合著），國立復興劇藝實驗學校，1996年，台北。
- 《歌仔戲唱腔（第2集）》（與劉文亮、陳孟亮、莊家煜合著），國立台灣戲曲專科學校，2000年，台北。

## 碩士論文
《電視調與台灣歌仔戲曲調運用的發展研究》，南華大學美學與藝術管理研究所，2005年，嘉義。

## 研討會論文
由《刺桐花開》的曲調編作談歌仔戲音樂的新素材，兩岸歌仔戲發展學術研討會，2001年9月2日，宜蘭。

## 外部連結
柯銘峰部落格